# SO Rotterdam
SO Rotterdam, wcześniej funkcjonujący pod nazwami SV Rotterdam (Schaakvereniging Rotterdam) i Volmac Rotterdam – holenderski klub szachowy z siedzibą w Rotterdamie, 19-krotny mistrz kraju, finalista Pucharu Europy w 1979 roku.

## Historia
Klub powstał w 1953 roku z połączenia SV Kralingen i SV Het Centrum i otrzymał nazwę SV Rotterdam. W sezonie 1965/1966 klub zdobył pierwsze w swojej historii mistrzostwo Holandii, powtórzył ten wynik w 1968 roku. W 1973 roku klub spadł z Hoofdklasse, wrócił do niej rok później. W 1975 roku tytularnym sponsorem klubu został Volmac, w efekcie czego zespół pozyskał takich zawodników, jak Max Euwe i Wiktor Korcznoj. W latach 1977–1980, 1982–1983, 1985–1993 i 1995 klub zdobył tytuły mistrza kraju. W sezonie 1977/1979 Volmac zadebiutował w Pucharze Europy. Holenderski klub pokonał wówczas Bridgend Chess Club, Tel-Aviv University Chess Club, Crvenę zvezdę i Budapesti Spartacus SC, docierając do finału. Tam przegrał z Buriewiestnikiem 8:10. W sezonie 1983/1984 klub odpadł w półfinale z Buriewiestnikiem, wcześniej wygrywając mecze z Partizanem Belgrad i SG Porz. Z kolei w sezonie 1987/1988 po wygraniu spotkań z Legionem Warszawa, Wasa SK i Budapesti Spartacus SC zespół awansował do fazy finałowej, w której zajął trzecie miejsce. Po raz ostatni klub uczestniczył w Pucharze Europy w 1993 roku, nie wychodząc wówczas z grupy. W 1996 roku klub stracił wsparcie firmy Volmac. W sezonie 1997/1998 SV Rotterdam spadł z Meesterklasse. Do pierwszej ligi powrócił rok później.
We wrześniu 2000 roku nastąpiło połączenie klubów SO′51 i SV Rotterdam. W efekcie fuzji powstał klub o nazwie SO Rotterdam. Od 2001 roku tytularnym sponsorem SO Rotterdam było przedsiębiorstwo VastNed. W sezonie 2003/2004 klub zdobył mistrzostwo kraju. W następnym sezonie zespół uzyskał trzecie miejsce. W 2005 roku klub utracił wsparcie VastNedu. Od 2007 roku klub występował pod nazwą Schrijvers Rotterdam. W sezonie 2007/2008 zespół zdobył wicemistrzostwo Holandii, ulegając jedynie HSG. W 2010 roku klub powrócił do nazwy SO Rotterdam. W sezonie 2013/2014 zespół zajął trzecie miejsce w Meesterklasse. Po zakończeniu sezonu zmieniono nazwę klubu na Pathena Rotterdam. W 2018 roku klub spadł z ligi, po czym nastąpiło wycofanie głównego sponsora. W kolejnym roku SO Rotterdam spadł do trzeciej ligi. W sezonie 2019/2020 zespół nie podjął rywalizacji ligowej.

## Zawodnicy
W klubie grali m.in.:

- Josef Boey[3]
- Hans Böhm[24]
- Manuel Bosboom[24]
- Rainer Buhmann[25]
- Georgui Castañeda[26]
- Roberto Cifuentes Parada[24]
- Frans Cuijpers[27]
- Aleksandr Danin[28]
- Fabian Döttling[25]
- Max Euwe[24]
- Ľubomír Ftáčnik[29]
- Cemil Gülbaş[30]
- Lex Jongsma[3]
- Harmen Jonkman[31]
- Anna-Maja Kazarian[28]
- Raymond Keene[24]
- Robby Kevlishvili[32]
- Wiktor Korcznoj[24]
- Marinus Kuijf[24]
- Witalij Kunin[33]
- Li Shilong[30]
- Gert Ligterink[24]
- Tea Łanczawa[34]
- Bart Michiels[33]
- Lembit Oll[24]
- Peng Zhaoqin[35]
- Jeroen Piket[24]
- Dimitri Reinderman[36]
- Roland Schmaltz[34]
- Maarten Solleveld[37]
- Giennadij Sosonko[24]
- Jonathan Speelman[24]
- Michael Stean[24]
- Jan Timman[24]
- Jaap van den Herik[3]
- Karel van der Weide[38]
- John van der Wiel[24]
- Liam Vrolijk[39]
- Luc Winants[29]
- Zhang Pengxiang[30]